# Rijksbeschermd gezicht Twisk Uitbreiding
Gezicht Twisk Uitbreiding is een van rijkswege beschermd dorpsgezicht in Twisk in de Nederlandse provincie Noord-Holland. De procedure voor aanwijzing werd gestart op 3 mei 1973. Het gebied werd op 4 oktober 1974 definitief aangewezen. Het beschermd gezicht beslaat een oppervlakte van 11,2 hectare.
Panden die binnen een beschermd gezicht vallen krijgen niet automatisch de status van beschermd monument. Wel zal de gemeente het bestemmingsplan aanpassen om nieuwe ontwikkelingen in het gebied te reguleren. De gezichtsbescherming richt zich op de stedenbouwkundige en cultuurhistorische waardering van een gebied en wil het toekomstig functioneren daarvan veiligstellen.